# Dimitrowgrad (Rosja)
Dimitrowgrad (do 1972 Melekes, ros. Димитровград) – miasto w Rosji, w obwodzie uljanowskim, nad Samarskim Zbiornikiem Wodnym na Wołdze, przy ujściu Czeremszanu Wielkiego. Około 113,4 tys. mieszkańców (2020).
W mieście rozwinął się przemysł maszynowy, chemiczny, włókienniczy oraz spożywczy. węzeł drogowy; muzeum; w pobliżu miasta federalne centrum atomowe.

## Sport
- Akadiemija Togliatti – klub piłkarski